# Janez Pirš
Janez Pirš, slovenski novinar in TV voditelj, * 28. maj 1947, Slovenj Gradec, † 15. januar 2005.
Kot novinar je začel delati med študijem v Ljubljani. Najprej je deloval pri reviji Mladina in časniku Dnevnik, kmalu je pričel delati na TV Ljubljana, kjer je najprej pripravljal prispevke s področja kmetijstva.
Pripravljal je oddajo za podeželje Pod lipo, ki je bila med ljudmi precej priljubljena. Svojo največjo prepoznavnost pa je nedvomno doživel kot voditelj TV Dnevnika in kot en izmed poročevalcev v času procesa proti četverici in slovenske osamosvojitve.
Je dobitnik nagrade zlati ekran za popularnost dnevnika Večer.